# Brown Chapel AME Church
Brown Chapel AME Church è una chiesa situata al 410 di Martin Luther King Jr. Boulevard a Selma, Alabama, Stati Uniti. Questa chiesa è stata un punto di partenza per le marce da Selma a Montgomery nel 1965 e, come luogo di incontro e uffici della Southern Christian Leadership Conference (SCLC) durante il Movimento Selma, ha svolto un ruolo importante negli eventi che hanno portato all'adozione del Voting Rights Act del 1965. Il 16 giugno 1976, è stata aggiunta all'Alabama Register of Landmarks and Heritage e il 4 febbraio 1982 è stata dichiarata National Historic Landmark.